# Důl Jasinivska–Hluboka
Jasinivska–Hluboka je důl, který se nachází na jihovýchodě Ukrajiny v Makijivce v Doněcké oblasti. Celková výtěžnost dolu se odhadovala na 41,5 milionu tun uhlí v roce 2001. V témže roce průměrná roční výtěžnost činila 434 tisíc tun uhlí.